# Rokometni klub SVIŠ Ivančna Gorica
Maillots
Dernière mise à jour : 18 septembre 2017.
Le Rokometni klub SVIŠ Ivančna Gorica est un club de handball, situé à Ivančna Gorica en Slovénie, évoluant en 1. A Liga.

## Histoire
- 1960 : Fondation du RK SVIŠ.
- 2012 : le club monte en 1. A Liga.
- 2014 : le club atteint la finale de la Coupe de Slovénie mais descend en 1. B liga